# 윤민석
윤민석(尹珉錫)은 대한민국 민중가요 작곡가이다. 〈진실은 침몰하지 않는다〉, 〈헌법 제1조〉, 〈격문〉을 만든 민중가요 작사 작곡가이다.

## 생애
경상북도 영주시 출신이다.영주고등학교 출신으로 우병우.박정환과 동창이다. 1984년에 한양대학교에 진학했으며 같은해 5·18 광주 민주화 운동 당시의 사진을 보고 충격을 받은 것을 계기로 노래 운동에 뛰어들게 되었다고 전해진다. 초기에는 중앙 노래패 소리개벽, 전대협노래단 등에서 활동하면서 〈전대협 진군가〉 등 민중가요 곡을 다수 작곡했다. 
1992년 조선로동당 중부지역당 사건 당시  "애국동맹"에 가입하여 〈김일성 대원수는 인류의 태양〉, 〈수령님께 드리는 충성의 노래〉 등
주체사상 찬양노래와 김일성 찬양노래를 여러 차례 작곡한 혐의로 국보법 위반으로 구속되는 등, 총 4차례에 걸쳐 국보법 위반으로 구속되었었다. 
2000년대에 들어서 인터넷 사회가 정착되자 윤민석씨는 자신이 작곡한 민중가요를 보급하는 홈페이지 송앤라이프를 작성했다. 이후 2002년 아폴로 안톤 오노의 2002년 동계 올림픽 금메달 획득 때  〈Fucking U.S.A.〉를 작성하고. 2004년 노무현 대통령 탄핵 사건 때 〈너흰 아니야〉,〈헌법 제1조〉,  2008년 대한민국 미국산 쇠고기 수입 협상 논란 때 〈촛불을 들어라!〉를 발표하는 등 노래를 통해 시사 현안에 대해 목소리를 내 왔다.
2004년에 발표한 〈평양에 가보세요〉에 대해 윤민석은 지난 2003년 평양에 다녀오는 비행기 안에서 여행에서 느낀 소회를 노래가사로 적은 것으로, 평양을 찬양하기 위한 것이 아니라 "그저 여행후기 같은 노래"임에도 현행 국가보안법에 따르면 범법자가 될 수 있다는 점을 보여주기 위해 만들었다고 밝혔다.
2014년에 세월호 참사가 발생하자 〈잊지 않을게〉, 〈약속해〉, 〈더 이상 (무참히 죽어간 우리 아이들을 위하여)〉, 〈진실은 침몰하지 않는다〉 등의 노래를 작곡해 저작권을 세월호 가족대책위에 기부했다. 또한 2016년 11월 8일에는 박근혜-최순실 게이트에 대한 비판과 함께 박근혜 전 대통령의 탄핵을 촉구하는 〈이게 나라냐 ㅅㅂ〉을 작곡했다. 이러한 음악 활동이 인정돼 2017년 젠트리피케이션 음반과 함께 제14회 한국대중음악상 심사위원단 특별상을 수상했다.

## 주요 작품
윤민석이 작곡한 주요 작품으로는 다음과 같은 노래가 있다.
- 〈수령님께 드리는 충성의 노래〉
- 〈김일성 대원수는 인류의 태양〉
- 〈Fucking USA〉1, 2, 3, 4
- 〈헌법 제1조〉
- 〈누구라고 말하지는 않겠어〉
- 〈촛불을 들어라!〉
- 〈진실은 침몰하지 않는다〉
- 〈경의선 타고〉
- 〈국민참여당 당가〉
- 〈민주통합당 당가〉
- 〈평양에 가보세요〉
- 〈애국의 길〉
- 〈전대협 진군가〉
- 〈전대협 찬가〉
- 〈오 통일이여〉
- 〈들국화〉
- 〈서울에서 평양까지〉
- 〈교묘한 밤 거북한 밤〉
- 〈격문〉
- 〈이게 나라냐 - 박근혜 퇴진을 위한 100만의 합창곡〉
- 〈또라이 부시〉
- 〈기특한 과자〉
- 〈쪽바리들아〉

## 논란
- 〈김일성 대원수는 인류의 태양〉, 〈수령님께 드리는 충성의 노래〉 등 김일성, 북한 정권을 찬양하는 곡을 작곡·작사해 논란을 불러일으켰고, 1992년에 국가보안법 위반으로 체포된 이력이 있다.

## 참고 자료
- 오지혜 (2004년 4월 13일). “윤민석, 당신은 철들지 마세요”. 《한겨레21》 (제505호). 2008년 6월 2일에 확인함.
- 홍성식 (2002년 2월 21일). “'민중가요 부르는 딴따라' 윤민석의 삶과 노래 - '송앤라이프닷컴'에서 민중가요 보급운동”. 오마이뉴스. 2008년 6월 2일에 확인함.
- 유병문 (2002년 5월 1일). “"는 새로운 시대의 투쟁가"”. 민족21. 2014년 12월 5일에 원본 문서에서 보존된 문서. 2014년 11월 28일에 확인함.